# آرخلوس
آرخلوس (به یونانی: Ἀρχέλαος) فیلسوف پیشاسقراطی چندگانه‌گرا اهل آتن بود. عمده شهرتش را مدیون آنست که شاگرد آناکساگوراس و استاد سقراط بوده‌است. متافیزیک آرخلوس ترکیبی از آرای پیشینیان بود. جوهر متافیزیک او اصول آناکساگوراس با بعضی تغییرات و اصلاحات؛ من‌جمله پذیرش تقدم گرم و سرد آناکسیماندروس، تکاثف و تخلخل هوای آناکسیمنس، و چهار عنصر امپدوکلس است.